# Новиков Анатолій Григорович (режисер)
Анатолій Григорович Но́виков (5 липня 1927, Костянтинівка — 26 січня 2017, Сімферополь) — український і російський театральний актор і режисер; член-кореспондент Академії мистецтв України та почесний член Кримської академії наук.

## Біографія
Народився 5 липня 1927 року в місті Костянтинівці (тепер Донецька область, Україна). З 1945 року працював актором в Донецькому обласному драматичному театрі в Маріуполі. Член КПРС з 1957 року. 1958 року закінчив Державний інститут театрального мистецтва імені Анатолія Луначарського у Москві.
Впродовж 1959—1962 років працював режисером-постановником драматичних театрів Чити, Саратова; впродовж 1963—1965 років — головний режисер Липецького театру драми. З 1965 року — головний режисер Брянського театру драми, впродовж 1969—1972 років — головний режисер Пермського академічного Театру-Театру.
З 1972 року очолював Кримський академічний російський драматичний театр імені Максима Горького в Сімферополі. Був директором і викладачем державної школи-студії при цьому театрі.
Помер в Сімферополі 26 січня 2017 року. Похований в Сімферополі на цвинтарі Абдалі.

## Творчість
Зіргав ролі
- Астров («Дядя Ваня»);
- Воланд («Майстер і Маргарита»);
- Арбенин («Маскарад»);
- Каренін («Анна Кареніна»);
- Президент («Підступність і кохання»);
- Вишневський («Прибуткове місце»).

Поставив вистави
- «Анна Кареніна» за Львом Толстим;
- «Чайка», «Дядя Ваня» Антона Чехова;
- «Єгор Буличов та інші» Максима Горького;
- «Вони були акторами» Георгія Натансона та Віктора Орлова;
- «Щаблі» Миколи Зарудного;
- «Гамлет» Вільяма Шекспіра;
- «Одруження Бєлугіна» Олександра Островського;
- «Дні Турбіних» Михайла Булгакова;
- «Фрекен Юлія» Августа Стріндберга.

## Відзнаки
- Золота медаль імені Олексія Попова (1974)[1];
- Грамота Президії Верховної Ради УРСР (1974)[1];
- Державна премія СРСР за 1977 рік;
- Заслужений діяч мистецтв УРСР з 1977 року;
- Орден «Знак Пошани» (1981)[1];
- Народний артист УРСР з 1984 року;
- Почесна грамота Президії Верховної Ради УРСР (1987)[1];
- Державна премія АРК за 1994 рік[1];
- Почесна відзнака Президента України (1995, за вагомі особисті заслуги у розвитку театрального мистецтва)[2];
- Почесний громадянин Криму (1997)[1];
- Почесний громадянин Сімферополя (2000)[1];
- Орден «За заслуги» І ступеня (2006, за значний особистий внесок у розвиток театрального мистецтва, вагомі творчі здобутки і високий професіоналізм)[3];
- Орден Дружби (2012, за великий внесок за розвиток і зміцнення співпраці з Російською Федерацією)[4].